# Gli egoisti (romanzo)
Gli egoisti è un romanzo di Bonaventura Tecchi, pubblicato in prima edizione da Bompiani nel 1959 e, un anno dopo, vincitore del Premio Bancarella.
Con questo libro, l'autore saggia un tema per lui cruciale, come appunto l’egoismo, su una variegata coralità di alta rappresentanza sociale e intellettuale.

## Edizioni
- Bompiani, 1959, 1960, 1961, 1965, 1967
- Edizioni Piemme, 1999

## Premi e riconoscimenti
- Premio Bancarella 1960